# Хаас, Теодор
Теодор Хаас (нем. Theodor Haas; 22 сентября 1848, Карлсруэ — 8 июля 1911, Лейпциг) — автор, редактор, филателист, а также известный филателистический журналист своего времени в Германии.

## Биография
Теодор Хаас был сыном преподавателя и с 1859 года начал собирать почтовые марки. После окончания школы он начал изучать богословие, но затем перешёл на современные языки и работал репетитором, в том числе во Франции.
С 1880-х годов он жил сначала в Мюнхене, а затем в Вене. С 1883 года Хаас работал редактором венского журнала «Erdball und Merkur» («Земля и Меркурий») А. Лариша. После этого он переехал в Лейпциг и работал на братьев Зенф.
1 января 1911 года Хаас закончил свою профессиональную деятельность в фирме братьев Зенф и вышел на пенсию.

## Вклад в филателию
В 1874 году Т. Хаас писал статьи для «Иллюстрированного журнала почтовых марок» братьев Зенф. В 1880-х годах в Мюнхене он стал членом-учредителем Баварского клуба филателистов (Bayerischer Philatelisten-Verein). От этого клуба он был в 1884 году председателем выставочной комиссии первой Мюнхенской выставки почтовых марок, и поэтому клуб назначил его почётным президентом.
В венский период жизни он руководил журналом «Das Postwertzeichen» («Знак почтовой оплаты»), который появился в 1888 году. В 1889 году Теодор Хаас был членом жюри второй Мюнхенской выставки почтовых марок. После переезда в Лейпциг он служил редактором «Иллюстрированного журнала почтовых марок» братьев Зенф.
Филателистическая библиотека Теодора Хааса считалась в своё время одной из самых полных.

## Почётные звания и награды
Теодор Хаас был удостоен рядом почестей и наград, включая:
- Звание почётного президента Баварского клуба филателистов.
- Медаль Линденберга (1906).

## Избранные труды
- Postkarten-Katalog. — Verlag: A. Larisch. (нем.) [Каталог почтовых карточек.]
- Handbuch sämtlicher Postkarten, Kartenbriefe, Postanweisungen und Paket-Begleitadressen. (нем.) [Пособие по всем почтовым карточкам, секреткам, почтовым переводам и сопроводительным бланкам посылок.]
- Leitfaden der Briefmarkenkunde. (нем.) [Руководство по филателии.]
- Lehrbuch der Briefmarkenkunde. (нем.) [Учебник филателии.]